# Ruth Macke
Ruth Macke (* 1973 in Heidelberg) ist eine deutsch-schweizerische Theaterschauspielerin und Off-Sprecherin.

## Leben
Macke besuchte die Folkwang Universität in Essen, Abteilung Schauspiel, und schloss sie 2001 ab. Von 2001 bis 2005 und 2016 bis 2019 arbeitete sie am Staatstheater Nürnberg.
Sie spricht u. a. die Trude in der deutschen Animationsserie Trudes Tier, die seit 2014 regelmäßig innerhalb der Fernsehserie Die Sendung mit der Maus ausgestrahlt wird. Auch in einigen Filmproduktionen steht sie vor der Kamera, wirkt bei Hörspielen mit und nimmt Hörbücher auf.

## Filme (Auswahl)
- 2001: Mondphase
- 2008: Thunfischbauch[1]

## Hörspiele (Auswahl)
- 2012: Oliver Brod, Claudia Lohmann: Heile Welt – Regie: Oliver Brod; Claudia Lohmann (Original-Hörspiel – WDR)

## Website
- https://ruthmacke.de